# 丸山健志
丸山 健志（まるやま たけし、1980年 - ）は、石川県金沢市出身の映像ディレクター、映画監督。クリエイティブエージェンシー「CONNECTION」所属。

## 略歴
星稜高等学校、早稲田大学大学院国際情報通信研究科修了。
2004年に脚本・監督を務めた自主制作映画「エスカルゴ」でぴあフィルムフェスティバル入賞、第6回TAMA NEW WAVE審査員特別賞を受賞。これを機に商業監督デビューし、ミュージックビデオ、CM、映画、ドキュメンタリー等の発信の形にとらわれることなく話題作を発信し続ける。
香港を舞台に女優・満島ひかりがダンスで魅せるMONDO GROSSO「ラビリンス」にて、MTV VMAJ2017、BEST DANCE VIDEOを受賞。
2021年に全国公開される、初長編映画「スパゲティコード・ラブ」を監督。

## 作品

### 映画
- エスカルゴ（2004年）脚本・監督
  - ぴあフィルムフェスティバル2005入賞、第6回TAMA NEW WAVE審査員特別賞。
- 「スパゲティコード・ラブ」（2021年全国公開）監督
  - 第34回東京国際映画祭「Nippon Cinema Now 部門」正式上映[2]
  - 第24回上海国際映画祭・「GALA部門」正式上映[3][4]。
  - 第15回ニューヨークJapan Cuts 「Next Generation部門」正式上映
  - 第40回バンクーバー国際映画祭「Gateway部門」正式上映

### ドキュメンタリー映画
- 悲しみの忘れ方 Documentary of 乃木坂46（2015年）監督・編集

### ドラマ
- HEART ATTACK（2024年秋以降） 監督

### ミュージック・ビデオ
aiko
「あたしの向こう」「プラマイ」
赤西仁
「HEY WHAT'S UP?」「アイナルホウエ」「Good Time」「Mi Amor」「Summer Kinda Love」
安室奈美恵
「Do It For Love」
絢香
「サクラ」
板野友美
「Dear J」「ふいに」
伊原六花
「Wingbeats」
AKB48
「CHOOSE ME!」「AKBフェスティバル」「イキルコト」etc
SKE48
「ごめんね、SUMMER」「1!2!3!4! ヨロシク!」「バンザイVenus」「片想いFinally」「誰かのせいにはしない」etc
Aimer
「ONE」
加藤ミリヤ
「Lonely Hearts」「少年少女」「ピース オブ ケイク ―愛を叫ぼう― feat.峯田和伸」
桐嶋ノドカ
「Wahの歌」
欅坂46
「僕たちの戦争」
THE YELLOW MONKEY
「未来はみないで」
J☆Dee'Z
「Answer」
清水翔太
「WOMAN DON'T CRY」「DREAM」「SNOW SMILE」「花束のかわりにメロディーを」
JINTAKA
「Choo Choo SHITAIN」
Superfly
「Starting Over」
SOIL&"PIMP"SESSIONS feat.Yojiro Noda
「ユメマカセ」
超特急
「Yell」
DEEP
「MAYDAY」
Dream
「こんなにも」
AAA
「SHOW TIME」
Nulbarich
「Look Up」
乃木坂46
「失いたくないから」「君の名は希望 ～ Dance＆Lip ver ～」「世界で一番 孤独なLover」「そんなバカな…」「ロマンスのスタート」「夏のFree&Easy」「裸足でSummer」「インフルエンサー」「夜明けまで強がらなくてもいい」「人は夢を二度見る」etc
Have a Nice Day!
「わたしを離さないで」「Smells Like Teenage Riot」
羊文学
「more than words」
ファンキー加藤
「輝け」「中途半端なスター」
Vaundy
「恋風邪にのせて」
V6
「雨」
福山雅治
「トモエ学園」
藤田奈那
「右足エビデンス」
MAN WITH A MISSION
「Dead End in Tokyo」
三浦大知
「Be Myself」
宮本浩次
「昇る太陽」
MONDO GROSSO
「ラビリンス」（Vo.満島ひかり） 「惑星タントラ」（Vo.齋藤飛鳥）
ラブ・クレッシェンド
「コップの中の木漏れ日」
Little Glee Monster
「Girls be Free!」「好きだ。」「小さな恋が、終わった」「My Best Friend」「君のようになりたい」

### CM
- Apple / Apple Watch さあ、アクティブな方へ[6]
- Asahi / SUPER DRY「その熱い渇きに。B’z」[7]
- NISSAN / AURA 出演:中谷美紀
- UNIQLO / AIRism
- サッポロビール / 第93回箱根駅伝 届けたい言葉篇 本大会 出演:松井玲奈（2017年）[8]
- JACCS  / 物以上の、物語を。出演:小松菜奈[9]
- JT Winston / Freedom
- SEIKO / PROSPEX 出演:大谷翔平[10]
- 任天堂 / ポッ拳 DX ポケットモンスター ウルトラサン・ウルトラムーン
- 資生堂 / COLORMUSE
- ANA / HAWAii 出演:綾瀬はるか
- Samsung / Galaxy Z Flip6[11]
- SUNTORY / 南アルプス PEAKER 自然は力だ 出演:三浦大知
- SIE / PS4 大バンバン振る舞い 出演:山田孝之
- センチュリー21・ジャパン / 新時代の旗揚げ 出演:伊原六花
- TOYOTA / ALPHARD[12]
- 日本コカ・コーラ / 爽健美茶 ゴクゴク自然に、生きていく  出演:榮倉奈々
- 富士フイルム / アスタリフト ホワイト 「太陽とサボテン」篇 / アスタリフト D-UVクリア 「太陽とラクダ」篇  出演:松田聖子、高畑充希[13]
- PARCO / 2019夏のグランバザール×東京ゲゲゲイ
- Bose Frames / サングラス×サウンド
- RANGE ROVER / Live for the City 出演:森星
- UNIQLO / ユニクロの春のボトムス 春がきた UNIQLO 2020 Spring/Summer 出演 kemio、萬波ユカ、福士リナ

### その他
- 伊藤万理華「韓国 ソウル　ぶらり旅」（乃木坂46 3rdシングル「走れ!Bicycle」特典DVD収録）
- 日本対がん協会 ピンクリボンフェスティバル「共に、」
- 金沢大学プロモーションビデオ「Found it Here」
- 大和田慧 ショートフィルム「Closing Time」